# Giuseppe Zanardelli

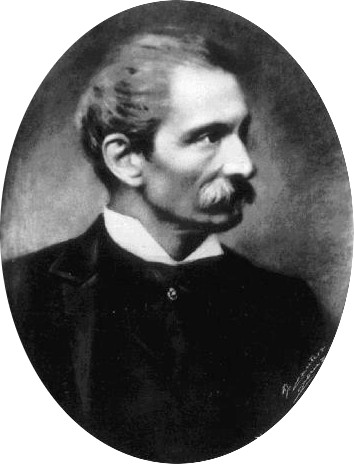
Giuseppe Zanardelli

Giuseppe Zanardelli (* 26. Oktober 1826 in Brescia; † 26. Dezember 1903 in Maderno) war ein italienischer Staatsmann und Rechtsberater, sowie vom 15. Februar 1901 bis 29. Januar 1903 Präsident des Ministerrats (Ministerpräsident).

## Leben
Giuseppe Zanardelli kämpfte in den Abteilungen von Freiwilligen im Krieg von 1848, kehrte nach der Niederlage bei Novara nach Brescia zurück und konnte zeitweilig von Rechtsberatungen leben. Später wurde er durch die österreichische Polizei verfolgt und da er sich weigerte, für Österreicher zu schreiben, wurde ihm das Recht zu unterrichten abgesprochen.
1860 wurde er als Abgeordneter in das letzte Parlament des Königreichs Sardinien gewählt, danach bezog er nur Verwaltungsämter. Erst ab 1876 widmete er sich aktiv der politischen Karriere und war in führenden Positionen der Linken tätig. Als Minister für öffentliche Arbeiten im ersten Kabinett von Agostino Depretis im Jahre 1876 und Innenminister im Kabinett von Benedetto Cairoli im Jahre 1878, bewies er bemerkenswerte Fähigkeiten, wobei er sich mit der Reform des Wahlrechts befasste. Erhebliche Enttäuschung brachte sein Umgang mit dem Problem des Irredentismus sowie seine Politik, die Kriminalität durch Gewalt zu erwürgen, anstatt sie mit Vorsicht zu verhindern. Diese Haltung war unter anderem der Beweggrund für einen steilen Zuwachs der Morde.
Nach dem Sturz der Regierung von Cairoli kam er im Dezember 1878 als Justizminister in der Regierung von Depretis im Jahre 1881 erneut an die Macht und konnte die Erfassung des neuen Handelsbuchs beenden. Von Depretis im Jahre 1883 verabschiedet, blieb er bis 1887 in der Opposition. Als er wieder in die Regierung von Depretis als Justizminister zurückkehrte, behielt er dieses Amt auch in der folgenden Regierung von Francesco Crispi, bis zum 31. Januar 1891. In dieser Amtszeit konnte er das neue Strafgesetzbuch verabschieden lassen und begann eine Reform des Rechtwesens. Nach dem Sturz des Kabinetts Giovanni Giolitti versuchte Zanardelli 1893 erfolglos ein neues Kabinett zu bilden.
Nach seiner Wahl zum Präsidenten der Abgeordnetenkammer in der 18. und 20. Legislaturperiode 1892 und 1897 übte er mit großer Fähigkeit dieses Amt bis zum Dezember 1897 aus. Unter der Regierung Antonio Starrabba zum Justizminister ernannt, kam es zu Meinungsverschiedenheiten mit dem Ministerkollegen Emilio Visconti-Venosta darüber, welche Maßnahmen nötig seien, um eine Wiederholung der Hungerunruhen vom Mai 1898 (moti di Milano del 1898) zu verhindern. Zanardelli trat darauf zurück.
Am 17. November 1898 erneut zum Präsidenten der Kammer gewählt, verließ er seine Stelle wieder, und bekämpfte in den Jahren 1899/1900 den Gesetzentwurf über die öffentliche Sicherheit. Diese Stellungnahme sicherte ihm die Unterstützung der extremen Linken bei der Bildung eines neuen Kabinetts nach dem Fall der Regierung von Saracco im Februar 1901. Sein schlechter Gesundheitszustand erlaubte es ihm aber nicht, große Werke zu vollbringen. Der Gesetzentwurf über die Scheidung, obwohl schon vom Abgeordnetenhaus verabschiedet, musste wegen des großen Widerstandes im Volk zurückgezogen werden.
Giuseppe Zanardelli zog sich von der Politik am 2. November 1903 zurück und starb am 26. Dezember desselben Jahres.

## Trivia
Mit Giuseppe Zanardelli ist das bekannte neapolitanische Lied Torna a Surriento verbunden. Am 15. September 1902 kam Zanardelli, amtierender Premierminister, nach Sorrent. Baron Guglielmo Tramontano, der Bürgermeister der kleinen Stadt, der auch der Besitzer des Hotels war, in dem Zanardelli logierte, forderte die Brüder Gian Battista und Ernesto De Curtis auf, ein Lied für den vornehmen Gast zu schreiben. Er hoffte, sich bei Zanardelli beliebt zu machen, um die Eröffnung eines Postamtes in Sorrento zu erreichen. Ernesto De Curtis holte eine alte Melodie hervor, die er einige Jahre zuvor komponiert hatte und der Bruder schrieb aus dem Stegreif einen passenden Text für diesen Anlass; so entstand Torna a Surriento (‚Komm zurück nach Sorrent‘). Nach ein paar Wortänderungen wurde das Lied am Festspiel von Piedigrotta im Jahre 1905 gesungen. Dadurch stieg der Bekanntheitsgrad dieses Stücks stark an, bis es zu einem der bekanntesten neapolitanischen Liedern der Welt wurde.